# Casa de la Vila (l'Espluga de Francolí)
La Casa de la Vila és un edifici de l'Espluga de Francolí (Conca de Barberà) inclòs a l'Inventari del Patrimoni Arquitectònic de Catalunya.

## Descripció
Es tracta d'un edifici amb dues èpoques constructives. La primitiva, que podríem situar en el segle xvii, caracteritzat per una portalada adovellada i molt àmplia i un primer pis amb tres finestres. És una façana molt senzilla, sense cap altre element decoratiu que un escut sobre la portada. La segona correspon a una reconstrucció que comprèn un rellotge, frontó amb peça semi circular i el rètol amb "CASA DE LA VILA".